# 新改訳聖書刊行会
一般社団法人新改訳聖書刊行会（しんかいやくせいしょかんこうかい）は、かつてあった日本聖書刊行会より発行され、いのちのことば社より発売されている『新改訳聖書』を翻訳する団体。2003年に有限責任中間法人の認証を受け法人格を取得し、2009年10月に一般社団法人新日本聖書刊行会と合併して解散した。

## 概要
規約によれば会の目的は、「本会は、新改訳聖書の著作権を維持し、それに伴う諸事項についての権限を行使するとともに、完全霊感による聖書の示す真理を告白してきた世々のキリスト教会の歴史的信仰を基準とする諸教会、宣教団体と協力して、現行の新改訳聖書を守り、また必要な改訂を行い、さらに必要に応じて、聖書翻訳事業により、教会の必要を満たすことを目的とする。」（規約第三節）とされる。
同会の翻訳者は42名からなり、全員「聖書を『誤りなき神のみことば』と告白する福音主義の立場に立つ」とのことである。
2009年10月1日、同会は新しい団体である一般社団法人新日本聖書刊行会に合併された。同時に、新改訳聖書頒布団体であった日本聖書刊行会も、発行・販売事業をいのちのことば社新改訳聖書センターに引き継ぎ、解散した。

## 歴史
- 1962年 新改訳聖書翻訳開始。
- 1965年5月に日本聖書刊行会設立。
- 1965年11月 新約聖書完成。
- 1970年6月 旧約聖書完成。
- 1978年 改訂第二版発行。
- 2003年 改訂第三版発行。